# Crassispira mayaguanaensis
Crassispira mayaguanaensis is een slakkensoort uit de familie van de Pseudomelatomidae. De wetenschappelijke naam van de soort is voor het eerst geldig gepubliceerd in 2011 door Fallon.